# 삼프라티
삼프라티(산스크리트어: सम्प्रति)는 제5대 마우리아 황제로, 기원전 224년부터 기원전 215년까지 마우리아 제국을 다스렸다. 그는 아소카의 손자로 쿠날라의 아들이었으며, 그리고 그의 사촌인 다사라타의 뒤를 이어 황제로 임명되었다. 그는 아소카 이후, 위대한 마지막 마우리아 황제인 동시에 자이나교의 위대한 후원자였다.

## 생애

### 어린 시절
아소카는 많은 아내가 있었는데, 아소카의 첫 부인인 파드마바티는 자이나교도인 반면 다른 부인들은 모두 불교도였다. 쿠날라는 아소카와 그의 첫번째 부인인 파드마바티의 아들로 태어났지만, 쿠날라의 제위 계승권을 제거하려는 음모로 인하여 쿠날라가 장님이 되며 제위 상속자는 다사라타로 대체되었다. 쿠날라는 그의 "다이 마(Dhai Maa)"와 함께 우자인에서 살았으며, 그곳에서 삼프라티가 자랐다. 몇년 후, 쿠날라와 삼프라티는 제위를 요구하기 위해 아소카의 궁정을 방문하였지만 아소카는 이를 거절했다. 그러나 삼프라티의 전사와 행정가로서의 재능에 감명을 받은 아소카는 쿠날라에게 제위를 넘길 수는 없지만 그 대신 삼프라티를 다사라타 사후 후계자로서 제위를 상속받게 해주겠다고 약속하였으며, 다사라타 사후 약속대로 삼프라티가 제위를 물려받으면서 제5대 마우리아 황제로 즉위하였다.

### 치세
자이나교 전통에 따르면 그는 53년간 마우리아 제국을 통치하였으며, 자이나교 문헌인 《파리시스타파르반》에서는 삼프라티가 파탈리푸트라와 우자인 두 곳에서 제국을 통치했다고 언급하고 있다. 자이나교 문헌에 따르면 수라슈트라, 마하라슈트라, 안드라, 마이소르 지역은 아소카가 사망한 직후 다사라타 치세에 제국에서 분리되었지만 후에 삼프라티가 자이나교 수도사로 위장한 군인을 배치하며 다시 재정복되었다.
삼프라티는 동인도에서 자이나교를 전파하기 위해 후원을 포함한 각종 노력을 한 것으로도 유명하다. 한 자료에서, 삼프라티는 태어났을 때부터 명목상 자이나교도로 설명되어 있지만(스타비라발리 9.53), 대부분의 문헌들은 삼프라티가 마하비라가 창시한 자이나교 교단의 8번째 지도자인 수하스틴에 의해 자이나교로 개종하는 동시에 수하스틴의 제자가 되었다고 강조하고 있다. 자이나교로 개종한 삼프라티는 자이나교 승려들이 야만인 땅으로 여행할 수 있도록 하는 동시에 수천 개의 자이나교 사원을 짓거나 개조하고 거기에 수백만개의 신상을 세움으로써 인도의 여러 지역과 그 밖의 여러 지역에 적극적으로 자이나교를 전파한 것으로 인정받고 있으며, 특히 라자스탄과 구자라트에 있는 자이나교 비문은 모두 삼프라티 황제에 의해 건설된 것이다.
독실한 자이나교 신자로서 마우리아 제국의 쇠퇴 또한 일종의 업보라고 생각하며 종교적인 관습을 빈틈없이 관철하던 삼프라티는 결국 기원전 215년에 자손을 남기지 않은 채로 사망하였다.

## 문학에서의 삼프라티
서기 1100년경에 푸르나탈라 가차의 데바찬드라수리는 그의 《기본 순수성 교과서》(Mulashuddhi Prakarana)에 대한 주석인 사원 건축의 미덕에 관한 장에서 삼프라티의 이야기를 썼다. 수세기 후, 브리하드 가차의 암라데바수리는 《이야기의 재무부》(Akhyana Manikosha)에 대한 그의 논평에서 삼프라티의 이야기를 포함시켰다. 1204년 말라야프라바수리의 제자인 마나툰가수리의 푸르니마 가차는 광범위한 프라크리트어 주석서인 《자얀티 카리타》에서 연민의 미덕의 예로서 삼프라티의 이야기를 포함시켰다. 461구절의 산스크리트어로 이루어진 《삼프라티 니리파 차리트라》처럼 삼프라티의 이야기에만 전념한 저자 및 날짜 미상의 중세 문헌들도 존재한다.

## 참고 문헌
- Sharma, Suresh K.; Sharma, Usha (2004), 《Cultural and Religious Heritage of India: Jainism》, Mittal Publications, ISBN 978-81-7099-957-7
- Cort, John (2010) [1953], 《Framing the Jina: Narratives of Icons and Idols in Jain History》, Oxford University Press, ISBN 978-0-19-538502-1
- Shah, Natubhai (2004) [First published in 1998], 《Jainism: The World of Conquerors》 I, Motilal Banarsidass, ISBN 81-208-1938-1

| 전 대 다사라타 마우리아 | 제5대 마우리아 황제 기원전 224년-기원전 215년 | 후 대 샬리슈카 |